# Gefängnis Ghencea
Das Gefängnis Ghencea (rumänisch Penitenciarul Ghencea/Penitenciarul Rahova) ist eine Haftanstalt im Stadtteil Ghencea der rumänischen Hauptstadt Bukarest. Die Einrichtung spielte insbesondere während der kommunistischen Diktatur (1947–1989) eine zentrale Rolle im repressiven System. Heute befindet sich an gleicher Stelle des Vorgängerbaus das Gefängnis Rahova.

## Geschichte
Das Gefängnis wurde vermutlich in den 1930er-Jahren eingerichtet und vom rumänischen Verteidigungsministerium betrieben. Es diente zunächst der Inhaftierung von Soldaten und Offizieren, die sich militärischer Vergehen wie Befehlsverweigerung oder Fahnenflucht schuldig gemacht hatten. Bereits in dieser Phase kam es vereinzelt zur Internierung politisch unbequemer Personen.
Während des Zweiten Weltkriegs wurde das Gefängnis auch zur Festsetzung von Offizieren verwendet, die mit der Opposition gegen das autoritäre Regime von Ion Antonescu oder mit dem Königlichen Staatsstreich von 1944 in Verbindung standen. In der kommunistischen Ära wurde das Gefängnis vollständig in den Repressionsapparat des Regimes integriert. Inhaftiert wurden insbesondere Offiziere mit angeblich konterrevolutionärer Gesinnung, ehemalige Militärangehörige des monarchistischen Staates, Personen mit Kontakten zum westlichen Ausland oder zur rumänischen Diaspora, kritische oder oppositionelle Angehörige der Streitkräfte. Die Haftbedingungen galten als menschenunwürdig. Das Gefängnis erlangte einen düsteren Ruf wegen der harten Haftbedingungen und der Tatsache, dass dort politische Häftlinge oftmals ohne rechtsstaatliche Verfahren festgehalten oder zu Tode gebracht wurden. Ehemalige Gefangene berichteten von Isolation, psychischer Folter und informeller Überwachung durch Securitate-Offiziere. Ghencea wurde auch als Zwischenstation vor Prozessen vor Militärgerichten genutzt. Viele Inhaftierte wurden später in andere Haftanstalten wie Jilava, Aiud oder Pitești überstellt. Bis 1967 diente Ghencea als Umschlagstation und Arbeitskolonie, danach als Abteilung des Gefängnisses Văcăreşti für Strafgefangene des allgemeinen Vollzugs.
Im Zuge der Revolution von 1989 wurde das Gefängnis in den frühen 1990er-Jahren zu einem neuen Gefängnis umgebaut. Eine Gedenktafel oder eine Erinnerungsstätte gibt es bis heute nicht.

## Bekannte Häftlinge
- Hans Otto Roth (1890–1953), Politiker und Vertreter der deutschen Minderheit in Rumänien, verstarb 1953 in Ghencea infolge schwerer Haftbedingungen.[5]